# Leon Abbett
Leon Abbett, född 8 oktober 1836, död 4 december 1894, var en amerikansk politiker och jurist som var guvernör i New Jersey 1884-1887 och 1890-1893 och domare i New Jerseys högsta domstol.

## Tidigt liv
Abbett föddes i Philadelphia, Pennsylvania, och var son till Ezekiel och Sarah (Howell) Abbett. Han gick vid Central High School i Philadelphiaoch tog examen därifrån 1853. Han studerade juridik och antogs till advokatsamfundet i Philadelphia 1858. I april 1861 flyttade han till New York för att öppna en advokatbyrå och blev partner med William Fuller. Abbett gifte sig med Mary Briggs från Philadelphia 1862 och paret flyttade till Hoboken, New Jersey.  

## Politisk karriär
Abbett engagerade sig politiskt från 1864 och valdes för Demokraterna till New Jerseys parlament, där han satt dels 1864-1866, dels 1869-1870. Under den senare perioden var han också talman. Han satt en mandatperiod i New Jerseys senat, 1875-1877, och var senatens talman 1877. Abbett valdes till guvernör i New Jersey 1883, då han besegrade domaren Jonathan Dixon. Han efterträdde demokraten George C. Ludlow som guvernör den 15 januari 1884. Enligt den dåvarande grundlagen i New Jersey kunde en sittande guvernör inte ställa upp till omval och den 18 januari 1887 lämnade Abbett över guvernörsposten till sin partikamrat Robert Stockton Green. Han återkom i guvernörsvalet 1889 och besegrade då E. Burd Grubb, en hjälte från inbördeskriget. Han tjänstgjorde sedan från den 21 januari 1890 till den 17 januari 1893 och efterträddes av ännu en demokrat: George T. Werts.
Abbett hade smeknamnet den "Store vanlige" och han var omtyckt av de fattiga i städerna såväl som på landsbygden. Han var en naturlig ledare och var framgångsrik i att väcka entusiasm hos de lägre klasserna som hade blivit demoraliserade av storföretagen och stora förmögenheter, oroligheter hos arbetarklassen, etniska konflikter och missnöje bland jordbrukarna. Han arbetade för att tala för den vanliga människan som såg sig som förtryckt av oreglerad kapitalism och speciella privilegier. Abbett tog initiativ till flera lagar med syfte att förbättra villkoren för industriarbetare. Det blev förbjudet att använda detektiver från Pinkerton vid strejker och att ha anställningsavtal som förbjöd den anställde att vara med i fackföreningar. Det infördes också lagar som förbjöd straffarbete och barnarbete och införde minimilöner, maximala arbetstider och hälso- skyddsnormer för arbetsplatser.  
Det mest signifikanta i Abbetts karriär var hans arbete för att beskatta järnvägarna. Detta var ett riskfyllt företag för Abbett. Han lyckades visserligen, men fick betala ett högt pris. Genom att använda sitt politiska inflytande, besegrade de mäktiga järnvägsbolagen honom när han kandiderade till USA:s senat 1887 och 1893.
Han utnämndes till domare i New Jerseys högsta domstol 1893 efter sitt andra försök att bli senator.
Abbett avled 1894 i sitt hem i Jersey City, New Jersey, efter ett anfall av diabetes. Han begravdes på Green-Wood Cemetery i Brooklyn, New York.